# Alcublas
Alcublas (em castelhano) ou les Alcubles (em valenciano) é um município da Espanha na província de Valência, Comunidade Valenciana. Tem 43,5 km² de área e em 2021 tinha 610 habitantes (densidade: 14 hab./km²).

## Demografia
| Variação demográfica do município entre 1991 e 2004 | Variação demográfica do município entre 1991 e 2004 | Variação demográfica do município entre 1991 e 2004 | Variação demográfica do município entre 1991 e 2004 |
| --------------------------------------------------- | --------------------------------------------------- | --------------------------------------------------- | --------------------------------------------------- |
| 1991                                                | 1996                                                | 2001                                                | 2004                                                |
| 860                                                 | 837                                                 | 812                                                 | 794                                                 |